# 川崎市産業振興会館
川崎市産業振興会館（かわさきしさんぎょうしんこうかいかん）は、神奈川県川崎市幸区にある多目的ホールである。

## 概要
多目的ホールのほか、会議室・研修室などを備える施設である。
- ホール 客席：478席（内訳：1階 358席、2階 120席）
- 企画展示場
- 会議室
- 研修室
- 和室